# Kniebrecher 1 (Castell)

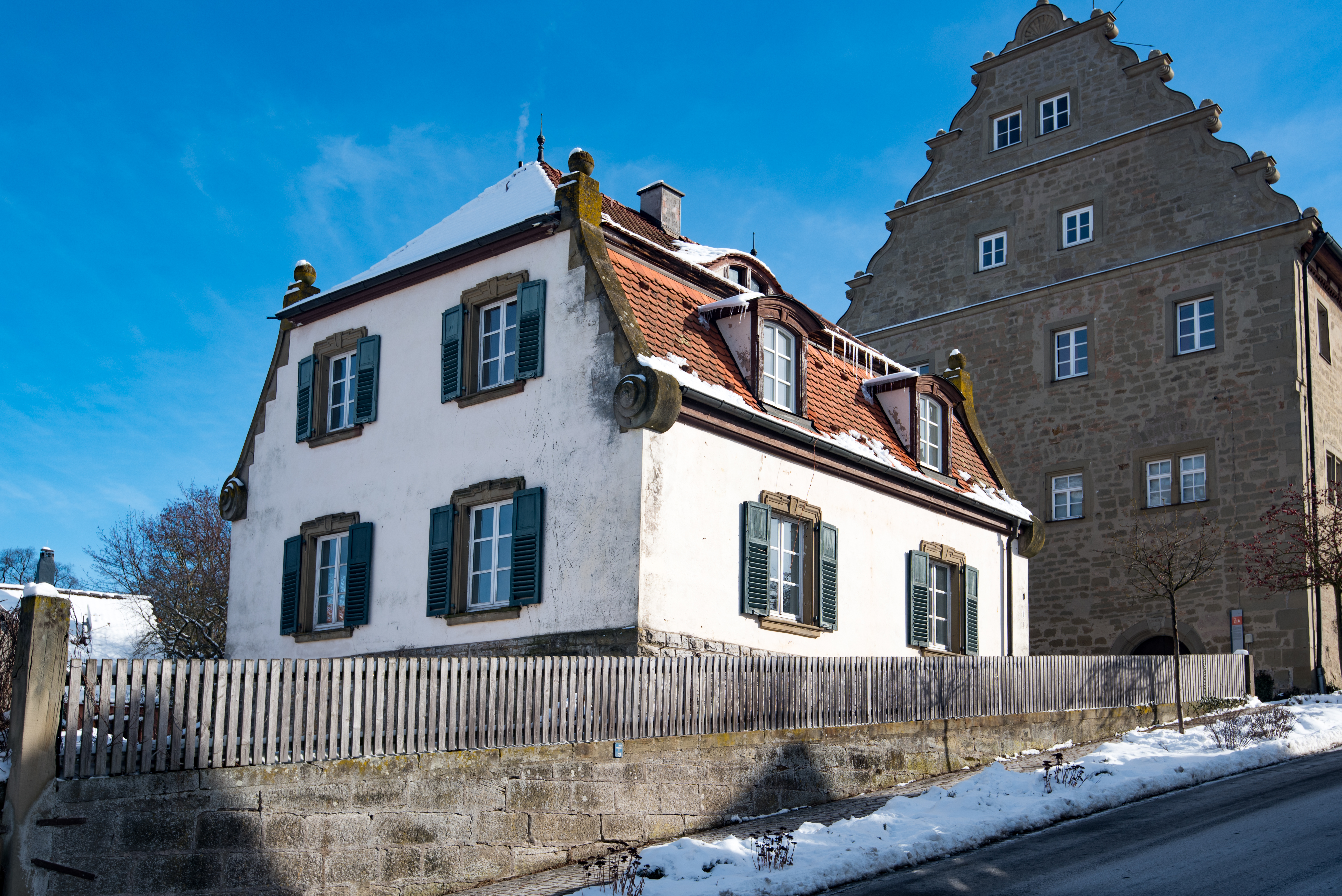
Haus am Kniebrecher 1

Das Haus Kniebrecher 1 (früher Hausnummer 68a) ist ein denkmalgeschütztes Bauwerk in Castell im unterfränkischen Landkreis Kitzingen.

## Geschichte
Das Haus entstand auf dem Grundstück des Fürstlich Castell’schen Archivs unterhalb des Hauptgebäudes. Die Fürstlich Castell’sche Kredit-Kasse, die heutige Castell-Bank, errichtete im Jahr 1906 ein Wohnhaus im ehemaligen Kanzleigarten. Als ausführender Architekt konnte der Kitzinger Michael Korbacher gewonnen werden. Hier lebte der Kanzleidirektor Eckstein, der mit der Einrichtung des Archivs aus seiner bisherigen Wohnung ausziehen musste. Im Haus richtete man auch die erste öffentliche Telefonsprechanlage von Castell ein, die die Bewohner allerdings mit der fürstlichen Standesherrschaft teilen mussten.
In den folgenden Jahren vermietete die Bank das Anwesen an verschiedene Bewohner. Im Jahr 1925 ist der Kassier der Bank, Georg Thoma nachweisbar. Im Jahr 1988 brannte das Obergeschoss mit der hier untergebrachten Dachwohnung. In den folgenden Monaten musste das Haus deshalb umfassend renoviert werden. Die Fürsten zu Castell nutzten das Haus auch als Alterssitz. Mit Graf Andreas zu Castell-Castell und Friedrich Graf zu Castell-Castell sind mehrere Mitglieder des ehemaligen Adelsgeschlechts nachweisbar. Die Nähe zum Archiv führte dazu, dass immer wieder auch Archivleiter das Haus als Dienstwohnung nutzten.

## Beschreibung
Das Haus wird vom Bayerischen Landesamt für Denkmalpflege als Baudenkmal eingeordnet. Es präsentiert sich als eingeschossiger Mansardwalmdachbau im Stil des Historismus. Das Anwesen wurde reich verziert und weist einige Gliederungselemente an der Fassade auf: Der Neorenaissance-Giebel schließt mit zwei ausladenden Voluten ab, der Dachfirst wird von zwei Aufsätzen mit Kugeln überragt. Die Fenster sind im Stil des Neorokoko mit geohrten und reich profilierten Rahmungen ausgestattet. Das Haus weist mehrere Dachgauben auf. 